# 维尔罗特
维尔罗特是德国莱茵兰-普法尔茨州的一个市镇。总面积1.97平方公里，总人口834人，其中男性443人，女性391人（2011年12月31日），人口密度423人/平方公里。